# Metz (Missouri)
Metz is een plaats (town) in de Amerikaanse staat Missouri, en valt bestuurlijk gezien onder Vernon County.

## Demografie
Bij de volkstelling in 2000 werd het aantal inwoners vastgesteld op 67.
In 2006 is het aantal inwoners door het United States Census Bureau geschat op eveneens 67.

## Geografie
Volgens het United States Census Bureau beslaat de plaats een oppervlakte van
0,3 km², geheel bestaande uit land. Metz ligt op ongeveer 233 m boven zeeniveau.

## Plaatsen in de nabije omgeving
De onderstaande figuur toont nabijgelegen plaatsen in een straal van 20 km rond Metz.